# Xã Scandia, Quận Polk, Minnesota
Xã Scandia (tiếng Anh: Scandia Township) là một xã thuộc quận Polk, tiểu bang Minnesota, Hoa Kỳ. Năm 2010, dân số của xã này là 74 người.